# خانه‌موزه گالاکتیون و تیتسیان تابیدزه

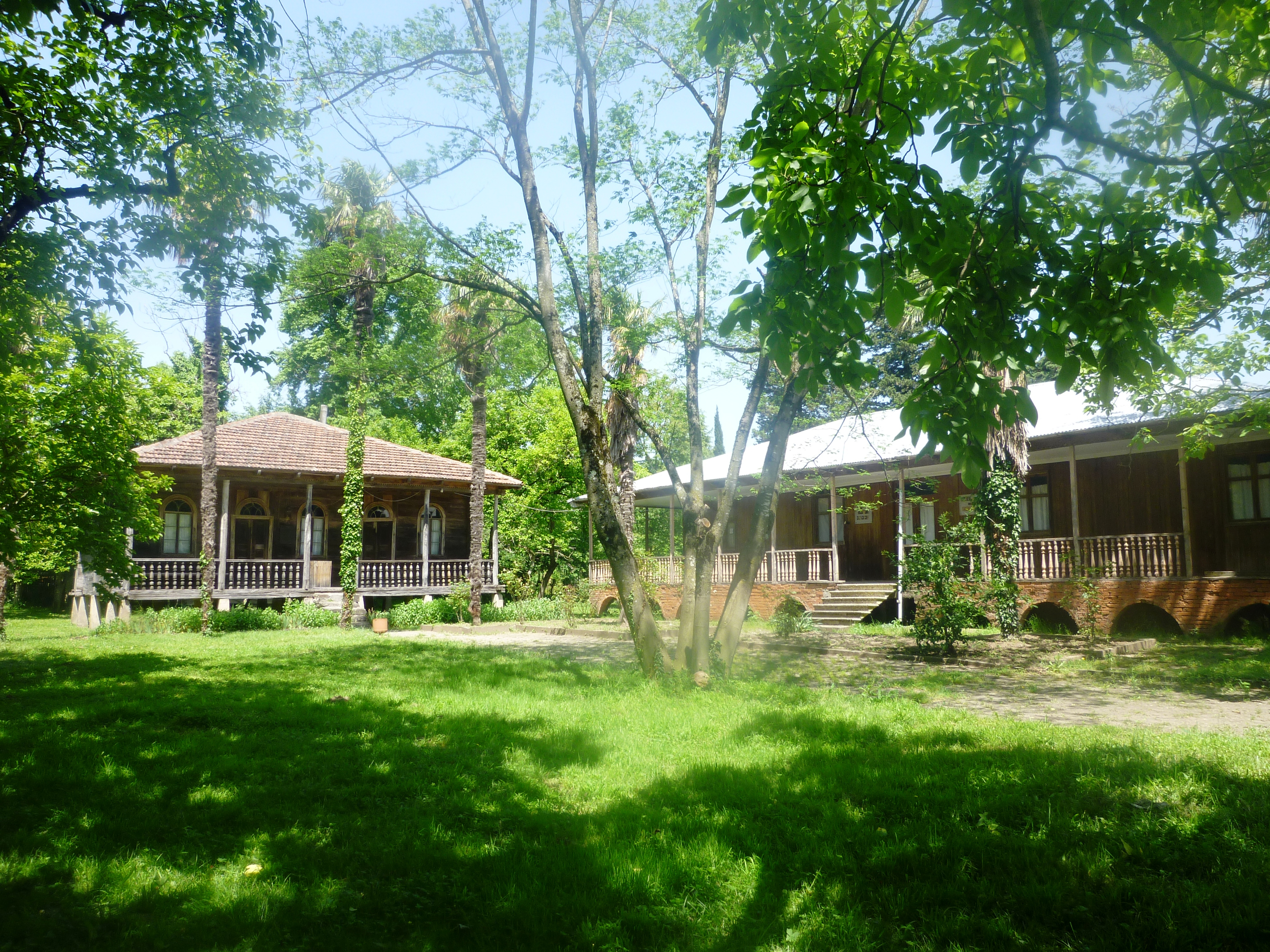

خانه‌موزه گالاکتیون و تیتسیان تابیدزه (گرجی: და ტიციან ტაბიძეების სახლ-მუზეუმი) یک موزه در شهرک چکویشی واقع در شهرداری وانی در گرجستان است. این موزه در سال ۱۹۸۳ گشایش یافت.
این موزه در زمینی به مساحت ۳ هکتار با ۴۵۰ متر مربع نمایشگاه دائمی، نمایشگاه‌های دوره‌ای در یک اتاق ۳۰ متر مربع، یک انبار ۳۰ متر مربع و یک اتاق کنفرانس واقع شده است.

## نمایشگاه‌ها
این موزه دارای دو ساختمان نمایشگاهی و خانه‌های تاریخی شاعران گرجی و بومی این شهر ، گالاکتیون (۱۹۵۹-۱۸۹۲) و تیتسیان تابیدزه (۱۹۳۷-۱۸۹۵) است. در این موزه اشیای یادبود هر دو شاعر، کتاب‌های چاپی قدیمی از کتابخانه پدر گالاکتیون، سرامیک، نمونه گلدوزی و آثار هنرمندان و مجسمه‌سازان گرجی نگهداری می‌شود.
علاوه بر این، موزه نمایشگاه‌هایی با موضوعات «گالاکتیون و تیتسیان»، «شاعر تزار»، «من در آوریل زاده شدم»، «مقاله‌هایی درباره گالاکتیون»، «تیتسیان و بوریس پاسترناک» دارد.